# عقد إيجار مبدل
عقد الإيجار المبدل هو عملية تأجير لوسيلة نقل لكنه يكون مبدلاً، أي إن التزامات العقد تكون منقولة من طرف إلى آخر.
يتم تبديل عقد الإيجار من خلال اتفاقية ثلاثية بين المستأجر والمؤجر والطرف الثالث، من خلال هذا العقد يتفق الأطراف جميعاً أن الطرف الثالث سوف يتولى بعض أو كل الالتزامات الواقعة على عاتق المستأجر تحت بنود الإيجار (عادة ما يعني هذا الالتزام بدفع المستحقات المالية نيابة عن المستأجر).

## عقود الإيجار المبدلة في أستراليا
تستخدم عقود الإيجار المبدلة في أستراليا بشكل حصري تقريباً كجزء من اتفاق لتقديم صلاحية استخدام وسيلة نقل من رب العمل إلى أحد الموظفين من خلال اتفاقيات اختزال الراتب (أي إضافة الميزات إلى راتب الموظف مع اقتطاع المدفوعات مثل الإيجار مباشرة من الراتب الشهري).
في اتفاقيات اختزال الراتب المتضمنة عقد الإيجار المبدل، يستأجر الموظف وسيلة نقل، ويتم نقل التزامات الإيجار إلى رب العمل، أي إن رب العمل يقبل تحمل التزامات دفع مبلغ الإيجار. يستمر الموظف باستخدام وسيلة النقل وفقاً لبنود اتفاق الإيجار الأصلي. يقوم رب العمل عادة بدفع المصاريف الأخرى التابعة لوسيلة النقل مثل الوقود والتأمين والتسجيل والصيانة كجزء من الاتفاق. ثم يقوم بخفض الراتب الشهري للموظف بناء على مجموع التكاليف، هذا التخفيض في الراتب الشهري للموظف يؤدي إلى انخفاض في ضريبة الدخل التي يدفعها، مع حصول ربح مادي إجمالي لرب العمل إن أمكن.
في بعض الأحيان يستخدم مصطلح «عقد الإيجار المبدل» للإشارة إلى اتفاقية اختزال الراتب بالكامل. قد يقود هذا الأمر إلى حدوث التباس إذ أن الإيجار يمثل جزءاً من اتفاق اختزال الراتب، كما أن هذا الاتفاق ليس إيجاراً بحد ذاته. بشكل مشابه تستخدم مصطلحات مثل «شركة إيجار مبدل» في بعض الأحيان للإشارة إلى شركات إدارة اتفاقيات اختزال الراتب بدلاً من الشركات المالية التي تكون هي المؤجر الأساسي.
إذا ترك الموظف العمل لسبب من الأسباب، يلغى تبديل عقد الإيجار وتعود جميع الالتزامات التي تكفل بها رب العمل تحت بنود عقد الإيجار المبدل إلى الموظف. يمكن فيما بعد تحويل هذا الإيجار إلى رب عمل جديد. عند انتهاء مدة العمل بالعقد تتوقف جميع الالتزامات المنصوص عليها ضمنه.

### اختزال الراتب وعقود الإيجار المبدلة
في مبدأ اختزال الراتب يعقد رب العمل اتفاقاً مع الموظف يقوم من خلاله بتزويد الموظف بامتيازات غير نقدية من أجل تخفيض ضريبة الدخل المدفوعة من قبل الموظف عن هذا الراتب، مع استمرار الحصول على الربح الإجمالي ذاته. عقد الإيجار المبدل هو وسيلة لإعطاء صلاحية استخدام وسيلة نقل إلى الموظف من خلال اختزال الراتب دون أن يضطر رب العمل إلى امتلاك هذه الوسيلة كما يسمح لهذه المركبة بالانتقال من رب عمل إلى آخر مع تسهيل عملية نقل المسؤولية التي يحملها الموظف في هذه الحالة.

### المعاملة الضريبية لعقد الإيجار المبدل
في أستراليا، تعتبر الميزات غير النقدية المقدمة من قبل رب العمل ’فوائد هامشية’ يجب أن يدفع الموظف ضريبة خاصة بها حسب قيمة هذه الامتيازات بمعدل مساوٍ لأعلى ضريبة دخل هامشية. بما أن رب العمل هو من يدفع المصاريف الجارية للمركبة بعد تبديل عقد الإيجار، يعتبر استخدام المركبة من قبل الموظف فائدة هامشية.
تعامل السيارات معاملة ميسرة في قانون الفوائد الهامشية وبدلاً من استخدام المصاريف الجارية الفعلية، تقدر قيمة الفائدة الهامشية بـ 20% من سعر الشراء الأصلي للسيارة، مما يؤدي إلى تقليل ضريبة الوثائق الرسمية وتسجيل المركبة الآلية وتأمين الطرف الثالث الإلزامي.
هذه المعاملة الميسرة تفترض بعض الاستخدام المهني لوسيلة النقل، لكن استخدامها في مجال العمل ليس مطلوباً في الحقيقة. بعض المركبات الآلية مثل السيارات التجارية والخدمية والدراجات النارية لا تخضع لهذه المعاملة، بل قد يتم إعفاؤها من ضريبة الفائدة الهامشية في بعض الظروف.
إن قيمة الفائدة الهامشية قد تنخفض إلى ثلثي القيمة الأصلية في بداية العام الجديد لضريبة الفائدة الهامشية (الأول من نيسان أبريل) بعد مرور أربع سنوات كاملة منذ شراء المركبة من قبل المؤجر. وبما أن معظم عقود الإيجار المبدل تستمر لـ 5 سنوات أو أقل، يعتبر تأثير هذا الموضوع محدوداً نوعاً ما.
بالإضافة إلى ذلك، إذا كان رب العمل مسجلاً في ضريبة البضائع والخدمات يمكن له الاستفادة من رصيد ائتمان ضريبي إضافي مساوٍ لضريبة البضائع والخدمات التي دفعها كجزء من المصاريف الجارية. يخفض هذا الأمر من التكلفة الإجمالية، وفي حال كان هذا الأمر جزءاً من اتفاق اختزال راتب، يكون الحسم على راتب الموظف مخففاً أيضاً.
بشكل عام، يتوقع رب العمل من الموظف إعادة دفع ضريبة الفائدة الهامشية التي يجب أن يدفعها رب العمل، بذلك يصبح الانخفاض في راتب الموظف مساوياً لمجموع المصاريف الجارية المدفوعة من قبل رب العمل، مطروحاً منه ضريبة البضائع والخدمات، بالإضافة إلى أي ضريبة فائدة هامشية ملحقة بالمدفوعات.

### طريقة مساهمة الموظفين
تسمح طريقة تخمين ثمن الفائدة الهامشية لسيارة أو مركبة آلية أخرى بمساهمة الموظف في المصاريف الجارية من أجل تعويض الفائدة الهامشية. بما أن الموظف يدفع الآن بشكل مباشر عن جزء من المصاريف، يخفض هذا من ضريبة الدخل وفوائد ضريبة البضائع والخدمات، ولكن بسبب إلغاء ضريبة الفوائد الهامشية -المساوية لأعلى معدل ضرائب هامشية- يكون المجموع الكلي للمدفوعات المتوجبة على الموظف من خلال الاتفاق منخفضاً.
يمكن أن تتخذ مساهمة الموظف إما شكل الدفع المباشر للمصاريف أو يمكن أن يدفع هذا المبلغ لرب العمل. بما أن الحد الأعلى للفوائد يمكن الحصول عليه من خلال القيام بمساهمة مساوية تماماً لمقدار الفائدة الهامشية (مزيلاً ضريبة الفائدة الهامشية تماماً)، عادة ما يستخدم الشكل الثاني. في هذه الحالة، يجب على رب العمل أن يكشف عن ضريبة البضائع والخدمات المفروضة على مساهمة الموظف إلى مكتب الضرائب الأسترالي. بالتالي يصبح الانخفاض في راتب الموظف مساوياً لمجموع النفقات الجارية المدفوعة من قبل رب العمل، مطروحاً منه ضريبة البضائع والخدمات على هذه النفقات، بالإضافة إلى ضريبة البضائع والخدمات المفروضة على مساهمة الموظف. إضافة إلى ذلك، يتم دفع مساهمة الموظف إلى رب العمل مباشرة من الراتب الذي تكون ضريبة الدخل قد اقتطعت منه مسبقاً.
تؤدي طريقة مساهمة الموظف إلى زيادة مبلغ ضريبة الدخل وضريبة البضائع والخدمات المدفوعة من قبل الموظف لأن جزءاً أقل من التكلفة الإجمالية يتم دفعه من قبل رب العمل، ينتج عن ذلك انخفاض أقل في الراتب كمية أقل من الرصيد الائتماني الضريبي. تكون هذه الزيادة في الضرائب أقل من ضريبة الفائدة الهامشية الملغاة في الغالبية العظمى من الحالات، حتى مع أخذ الضريبة الموفرة من خلال تخفيض الراتب بسبب دفع ضريبة الفائدة الهامشية بعين الاعتبار، وبذلك يتم تقليل المبلغ الإجمالي الواجب دفعه على الموظف.

## عقد الإيجار المبدل في المملكة المتحدة
في المملكة المتحدة، يشير مصطلح عقد الإيجار المبدل إلى عقد إيجار سيارة تم تبديله (تحويله) إلى طرف ثالث بموافقة المؤجر والمستأجر الأصلي والمستأجر المستقبلي. يتم نقل المسؤولية المالية للإيجار بين طرفين قانونيين في ظل عقد ثلاثي الأطراف.
تعتبر تبديل ملكية عقود إيجار السيارات ظاهرة جديدة نسبياً في المملكة المتحدة (بدأت بعض الشركات الإلكترونية بالظهور والعمل في هذا المجال)، بالرغم من أن سوق تبديل عقود الإيجار موجود ونشيط في الولايات المتحدة الأمريكية.